# Сп-81
СП-81 — советский и российский 26-мм сигнальный пистолет.

## Общие сведения
Предназначен для стрельбы осветительными и сигнальными патронами. Носится в кобуре с десятью патронами или в кобуре, в которой размещение патронов не предусмотрено.
Простота конструкции, малый вес, надежность и безотказность в работе являются отличительными особенностями данного пистолета.
Пистолет легко подготавливается к стрельбе: необходимо открыть ствол, вставить патрон в патронник, закрыть ствол и взвести курок.
Снижение массы достигнуто значительным уменьшением габаритов пистолета, который практически вписывается в габариты пистолета Макарова ПМ и использованием новых технологий в производстве в сравнении с СПШ-44.
Тем не менее, некоторые владельцы жалуются на качество пистолета. Из-за использования штамповки и более дешевого металла, при активном использовании рамку со временем изгибает.
На базе пистолета СП-81 возможно производство линемёта АЛ-1М.

## Устройство пистолета
Пистолет СП-81 состоит из следующих частей:
- ствол

- экстрактор

- рамка

- курок

- боевая пружина

- ударник с пружиной

- спусковой крючок

- защёлка ствола

- щёчки

По принципу устройства пистолет СП-81 аналогичен 26-мм сигнальному пистолету СПШ. Рамка пистолета имеет упор патрона, которые воспринимает давление дна гильзы, возникающего от действия пороховых газов при выстреле. Ударно-спусковой механизм куркового типа, с предварительным взведением курка перед выстрелом. Предохранитель не предусмотрен.

## Эксплуатанты
СП-81 поставляется только в силовые ведомства Российской Федерации. Тем не менее, пистолет можно легально купить частным лицам на вторичном рынке.
- Россия: на вооружении Пограничной службы Федеральной службы безопасности Российской Федерации